# ناو بالگردبر لنینگراد
ناو هلیکوپتربر لنینگراد (به انگلیسی: Soviet helicopter carrier Leningrad) یک کشتی بود که طول آن 189.0 m بود. این کشتی در سال ۱۹۶۸ ساخته شد.